# Frommer Legal
Frommer Legal (ehemals Kanzlei Waldorf bzw. Waldorf Frommer) ist eine Anwaltskanzlei mit Sitz in München, die sich auf Urheberrecht spezialisiert hat. Sie vertritt verschiedene Buchverlage, Filmproduktionsfirmen und Unternehmen der Tonträgerindustrie und wurde insbesondere aufgrund von Massenabmahnungen bekannt. In Deutschland ist es vor allem die Kanzlei Frommer Legal, die sich auf dieses Thema spezialisiert hat. Die in das Partnerschaftsregister eingetragene Bezeichnung lautet Frommer Rechtsanwalts PartG mbB.

## Aktivitäten
Die Kanzlei vertritt unter anderem die Mandanten Constantin Film, Corbis, Getty Images, Der Hörverlag, Verlagsgruppe Random House, Sony Music Entertainment, Universal Music, Bastei Lübbe, Weltbild Verlag, Tele München Fernseh GmbH + Co Produktionsgesellschaft, Verlag Kiepenheuer & Witsch, Rowohlt Verlag,  Verlagsgruppe Georg von Holtzbrinck, Verlagsgruppe Droemer Knaur, Argon Verlag, Carlsen Verlag, Universum Film, Twentieth Century Fox of Germany und Warner Bros. Entertainment wegen urheberrechtlicher Verstöße. Die Tätigkeit der Kanzlei richtet sich dabei vor allem gegen Nutzer von Internet-Tauschbörsen und Anbieter bei Auktionen auf der Handelsplattform eBay sowie gegen die Betreiber privater Homepages, gegen die mit Abmahnungen vorgegangen wird. Typisch für die Kanzlei Frommer Legal ist der Versand identisch formulierter Abmahnschreiben in einer Vielzahl von Fällen.
Beispielsweise forderte die Kanzlei im Dezember 2003 die Betreiber von rund 100 Webseiten zur Abgabe einer strafbewehrten Unterlassungserklärung auf. Dabei wurde ein Streitwert von jeweils 250.000 Euro angesetzt, was in Verbindung mit dem Rechtsanwaltsvergütungsgesetz zu Kostenrechnungen von rund 4.600 Euro führte. Den Webseiten-Betreibern wurde die Verbreitung von Software vorgeworfen, die „allein dazu bestimmt [ist], Programmen das Kopieren geschützter Audio-CDs zu ermöglichen, die für sich genommen dazu nicht in der Lage wären.“
Ab Februar 2004 richtete die Kanzlei Abmahnungen gegen Personen, die über eBay alte Heft-CDs von Computerzeitschriften wie Computer Bild versteigern wollten. Als Begründung wurde angegeben, die CDs seien illegal, weil sie Software zur Kopierschutz-Umgehung enthielten; betroffen waren beispielsweise die Produkte CD Master Clone 4 von bhv Software, CD Mate, CloneCD von SlySoft und Clony XXL. Die geforderten Anwaltsgebühren betrugen bis zu 3000 Euro.
2004 richtete Frommer Legal mit ähnlichen Vorwürfen Abmahnungen gegen die Betreiber von Webseiten: Es seien Vorrichtungen zur Umgehung von Kopierschutzmaßnahmen verbreitet worden, durch die den Mandanten der Kanzlei jährliche Schäden in „dreistelliger Millionenhöhe“ entstanden seien. Von diesen Abmahnungen betroffen waren u. a. bekannte Hardware-Webseiten wie Dark-Tweaker.com, ComputerBase.de, Geekster.de, MHz-Tuning.de und Coujo.de, die ihren Dienst infolge der Abmahnung teilweise komplett einstellen mussten.
Ab 2006 richtete die Kanzlei Abmahnungen gegen Filesharer in den Tauschbörsen eDonkey und eMule, in der es um die illegale Bereitstellung von Hörbüchern von Verlagsgruppe Lübbe, Random House Audio und DHV – Der Hörverlag geht. Gegenstand dieser Abmahnungen waren meist drei bis fünf Hörbücher, und der Streitwert wurde zwischen 10 und 30.000 Euro pro Titel angesetzt, so dass die Anwaltsgebühren pro Abmahnung zwischen 666,- und 999,- Euro lagen.
Seit dem 27. April 2009 richtet Frommer Legal im Auftrag der Constantin Film AG Abmahnungen wegen der Verletzung von Urheberrechten an Teilnehmer der Tauschbörsen eMule und BitTorrent.
Seit September 2012 vertrat Frommer Legal die Twentieth Century Fox Home Entertainment Germany GmbH, welche damals zur Twentieth Century-Fox Film Corporation gehörte.
Die Computerzeitschrift c’t hat Anfang März 2016 in einem Artikel über die Verfolgung von Urheberrechtsverletzungen durch Flüchtlinge berichtet. Dabei werden insbesondere die Inhaber der entsprechenden Internetanschlüsse, über die Rechtsverletzungen begangen wurden, von der Kanzlei strafbewehrt zur Unterlassung aufgefordert. In einer Pressemitteilung hat die Kanzlei dazu Stellung bezogen. Danach handelt es sich entgegen einigen Berichten nicht um ein gezieltes Vorgehen gegen Flüchtlinge, da nach Aussage der Kanzlei der geschädigte Rechteinhaber regelmäßig nicht wissen kann, welchen Hintergrund oder welche Herkunft ein Anschlussinhaber hat. Der Anspruch sei zunächst an die Person zu richten, auf die der Internetanschluss registriert ist, denn deren persönliche Verantwortlichkeit werde nach höchstrichterlicher Rechtsprechung vermutet. In begründeten und belegten Fällen würden die Kanzlei und deren Mandantschaft Rücksicht nehmen und mit Augenmaß vorgehen.

## Gerichtsverfahren
Im November 2007 wurde eine Entscheidung gegen den Verlag Heinz Heise bestätigt und es wurde Heise gerichtlich verboten, Links zur Homepage des Softwareunternehmens SlySoft Inc. zu setzen. Die Entscheidung des Oberlandesgericht München wurde vom Bundesgerichtshof im Oktober 2010 aufgehoben und zugunsten des Heise-Verlags entschieden.
Im Dezember 2015 vertrat die Kanzlei ein Medienunternehmen in dem EuGH-Fall „Mc Fadden“, der sich im Kern mit der Haftung von W-LAN-Betreibern für Rechtsverletzungen auseinandersetzte. Zunächst wurde die Störerhaftung im September 2016 durch ein Urteil des EuGH bestätigt, bevor sie 2018 in Deutschland abgeschafft wurde, ebenfalls gerichtlich bestätigt. Der Fall war Gegenstand breiter Berichterstattung und vieler Kontroversen.
Im Mai 2016 entschied der Bundesgerichtshof in zwei von der Kanzlei geführten Filesharing-Verfahren zugunsten der Medienindustrie und urteilte, dass die in diesen Verfahren angesetzten Gegenstandswerte angemessen seien. Im Oktober 2016 nahm das Bundesverfassungsgericht die Beschwerde eines Anschlussinhabers gegen ein Urteil des Landgericht München I in einem von Frommer Legal geführten Filesharingverfahren nicht zur Entscheidung an und bestätigte die auf den Vorgaben des Bundesgerichtshofs beruhende Rechtsprechung des Landgerichts München.
Anfang 2018 vertrat die Firma den Verlag S. Fischer in einem Rechtsstreit mit dem Project Gutenberg. Das Projekt stellt 18 Romane der Autoren Heinrich Mann, Thomas Mann und Alfred Döblin bereit, die in den USA bereits schon gemeinfrei sind, nach deutschem Recht aber noch urheberrechtlichen Schutz genießen. Das Urteil des Landgerichts Frankfurt/M. untersagte es dem Project Gutenberg, deutschen Nutzern die fraglichen 18 Titel in elektronischer Form zugänglich zu machen. Als Reaktion darauf sperrte das Projekt den Zugang zu allen ca. 56.000 auf der Seite angebotenen, größtenteils auch in Deutschland gemeinfreien Werken für alle Nutzer mit deutschen IP-Adressen.
Das Magazin lesen.net bezeichnete die Kanzlei in diesem Zusammenhang als eine „berüchtigte Abmahn-Kanzlei.“
Siehe auch: S. Fischer Verlag → Urheberrechtsstreit mit Project Gutenberg